# Измайлов, Али Зебейрович
Измайлов Али Зебейрович (род. 4 апреля 1993, Малгобек, Ингушетия) — российский боксёр-профессионал ингушского происхождения, выступающий в полутяжёлой и в первой тяжёлой весовых категориях. Мастер спорта России, бронзовый призёр чемпионата России (2013), многократный победитель и призёр международных и национальных турниров в любителях.
Среди профессионалов действующий чемпион США по версии IBF USBA (2022—н. в.), и бывший чемпион по версии WBO Global (2020—2021) в полутяжёлом весе.
Лучшая позиция в рейтинге BoxRec — 11-я (июль 2023) и являлся 2-м среди российских боксёров полутяжёлой весовой категории, а в рейтингах основных международных боксёрских организаций лучшая позиция: 6-й в рейтинге IBF, 8-й в рейтинге WBO, и 8-й в рейтинге WBC — входя в ТОП-15 лучших боксёров полутяжёлого веса всего мира.

## Любительская карьера
В 2013 году стал чемпионом на чемпионате СКФО по боксу. По итогам чемпионата также получил приз как самый волевой участник состязаний.
В ноябре 2013 года на чемпионате России в 1/8 финала со счётом 3:0 выиграл у Романа Мельникова, а в четвертьфинале с таким же счётом победил Илью Квасникова. Но в полуфинале со счётом 0:3 проиграл Павлу Силягину, и по итогам выступления завоевал бронзовую медаль чемпионата.
24 декабря того же года приказом Министра спорта Российской Федерации В. Л. Мутко ему было присвоено звание мастера спорта России.
В 2017 году вновь стал чемпионом на чемпионате СКФО памяти Героя России Суламбека Осканова.
В октябре 2017 года участвовал в чемпионате России и в 1/8 финала со счётом 4:1 победил Никиту Зонь, но в четвертьфинале, в конкурентном бою, со счётом 0:5 уступил Артёму Агееву — который в итоге стал бронзовым призёром чемпионата. И по мнению зрителей этот скандальный поединок в четвертьфинале выиграл Али, но его несправедливо засудили.

## Профессиональная карьера
20 августа 2019 года Али Измайлов дебютировал на профессиональном ринге в рамках вечера бокса «Проспект» в Лужниках. Тогда ингушский боксёр завершил бой досрочно, одолев своего соперника Вараздата Черникова (11-11) техническим нокаутом в 3-м раунде.
В октябре 2019 года Али одержал свою вторую победу на профессиональном ринге по итогам 6-ти раундового боя с Дмитрием Сухотским (23-7), единогласным решением судей победа была присуждена Измайлову.
В марте 2020 года Али Измайлов одержал третью победу, в рамках турнира по профессиональному боксу «Кубок Казанского кремля» по итогам 8-ми раундового боя единогласным решением судей Измайлову была присуждена победа в рейтинговом поединке с Сергеем Екимовым (18-1).
20 ноября 2020 года в Минске (Беларусь), в пятом своём профессиональном бою, досрочно техническим нокаутом в 9-м раунде победил опытного соотечественника Руслана Файфера (25-2), и завоевал вакантный титул чемпиона по версии WBO Global в полутяжелом весе.
10 августа 2022 года в Детройте (США) единогласным решением судей (счёт: 100-90, 99-91, 98-92) победил небитого американца Эрика Мургию (14-0, 12 KO), и завоевал вакантный титул чемпиона США по версии IBF USBA в полутяжелом весе.
9 июня 2023 года в Вероне (США) единогласным решением судей (счёт: 95-94, 96-93 — дважды) победил очередного небитого американца Чарльза Фостера (22-0, 12 KO), и вновь завоевал вакантный титул чемпиона США по версии IBF USBA в полутяжелом весе.

## Статистика профессиональных боёв
В таблице перечислены результаты всех поединков боксёров.
В каждой строке указан результат поединка. Дополнительно номер поединка обозначен цветом, который обозначает итог поединка. Расшифровка обозначений и цветов представлена в нижеследующей таблице.
| Пример | Расшифровка                     |
| ------ | ------------------------------- |
|        | Победа                          |
|        | Ничья                           |
|        | Поражение                       |
|        | Планируемый поединок            |
|        | Поединок признан несостоявшимся |
| КО     | Нокаут                          |
| ТКО    | Технический нокаут              |
| PTS    | Решение судей (по очкам)        |
| UD     | Единогласное решение судей      |
| MD     | Решение большинства судей       |
| SD     | Раздельное решение судей        |
| RTD    | Отказ от продолжения боя        |
| DQ     | Дисквалификация                 |
| NC     | Поединок признан несостоявшимся |

| 11 поединков, 11 побед (7 нокаутом). | 11 поединков, 11 побед (7 нокаутом). | 11 поединков, 11 побед (7 нокаутом). | 11 поединков, 11 побед (7 нокаутом). | 11 поединков, 11 побед (7 нокаутом).               | 11 поединков, 11 побед (7 нокаутом). | 11 поединков, 11 побед (7 нокаутом).                                                                      |
| Бой                                  | Рекорд                               | Дата боя                             | Соперник                             | Место проведения боя                               | Раундов, время                       | Примечание                                                                                                |
| ------------------------------------ | ------------------------------------ | ------------------------------------ | ------------------------------------ | -------------------------------------------------- | ------------------------------------ | --- |
| 11                                   | 11-0                                 | 9 июня 2023                          | Чарльз Фостер (22-0)                 | Turning Stone Resort Casino, Верона, Нью-Йорк, США | UD 10 (10)                           | Счёт: 95-94, 96-93 (дважды). Завоевал вакантный титул чемпиона США по версии IBF USBA в полутяжелом весе. |
| 10                                   | 10-0                                 | 11 марта 2023                        | Марсело Рубен Молина (23-21-1)       | Mass Mutual Center, Спрингфилд, Массачусетс, США   | KO 1 (8), 1:55                       | |
| 9                                    | 9-0                                  | 10 августа 2022                      | Эрик Мургия (14-0)                   | Garden Theater, Детройт, Мичиган, США              | UD 10 (10)                           | Счёт: 100-90, 99-91, 98-92. Завоевал вакантный титул чемпиона США по версии IBF USBA в полутяжелом весе.  |
| 8                                    | 8-0                                  | 2 апреля 2022                        | Абрахам Тебес (7-0)                  | Ford Community Center, Дирборн, Мичиган, США       | RTD 3 (10), 3:00                     | |
| 7                                    | 7-0                                  | 7 января 2022                        | Исраэль Даффус (20-7)                | Caribe Royale Orlando, Орландо, Флорида, США       | TKO 4 (10), 0:34                     | |
| 6                                    | 6-0                                  | 16 октября 2021                      | Джеймс Баллард (10-3)                | Performance Arts Center, Дирборн, Мичиган, США     | TKO 2 (8), 1:21                      | |
| 5                                    | 5-0                                  | 20 ноября 2020                       | Руслан Файфер (25-2)                 | Falcon Club, Минск, Беларусь                       | TKO 9 (10), 2:42                     | Завоевал вакантный титул чемпиона по версии WBO Global в полутяжелом весе.                                |
| 4                                    | 4-0                                  | 4 августа 2020                       | Евгений Махтиенко (10-13)            | DiaMond, Минск, Беларусь                           | TKO 5 (8), 2:33                      | |
| 3                                    | 3-0                                  | 12 марта 2020                        | Сергей Екимов (18-1)                 | Пирамида, Казань, Россия                           | UD 8 (8)                             | Счёт: 78-75, 79-73 (дважды).                                                                              |
| 2                                    | 2-0                                  | 12 октября 2019                      | Дмитрий Сухотский (23-7)             | Арена Рига, Рига, Латвия                           | UD 6 (6)                             | Счёт: 60-54 (трижды).                                                                                     |
| 1                                    | 1-0                                  | 20 августа 2019                      | Вараздат Черников (11-11)            | Boxing & Gym Academy, Москва, Россия               | TKO 2 (4), 1:49                      | |

## Спортивные результаты
- Чемпионат СКФО по боксу 2013 года — ;
- Чемпионат России по боксу 2013 года — ;
- Чемпионат СКФО 2017 года памяти Героя России Суламбека Осканова — .